# Каннингем, Уильям
Уильям Каннингем (англ. William Cunningham, 29 декабря 1849, Эдинбург — 10 июня 1919, Кембридж) — английский историк, родоначальник экономической истории в качестве самостоятельной дисциплины.

## Биография
Родился в Эдинбурге 29 декабря 1849 года в семье видного шотландского адвоката. Получил образование в Эдинбургском и Тюбингенском университетах. В Тринити-колледже Кембриджского университета изучал этику и в 1872 окончил его с отличием.
В 1871 стал англиканским священником.
В 1874—1891 годах был лектором по истории в Кембридже. В 1891 г. он занял кафедру экономики в Королевском колледже в Лондоне, но продолжал жить в Кембридже в качестве внештатного сотрудника.
Каннингем был одним из основателей и первых членов Британской академии. Стал членом совета Академии в 1887 году, занимал должность президента секции экономики Британской ассоциации (в 1891 и 1895 годах) и Королевского исторического общества (в 1910—1913 годах)
В 1899 и 1914 годах посетил США, где читал лекции по экономической истории в Гарвардском университете.
Умер Каннингем в Кембридже 10 июня 1919 года.

## Научный вклад
Как и представители немецкой исторической школы, Каннингем утверждал «относительность экономических учений». Он считал, что изучение экономической истории необходимо для знания экономических фактов, что является наилучшим введением в экономическую науку.
Главной работой Каннингема является «Рост английской промышленности и торговли» (англ. The Growth of English Industry and Commerce), написанная в 1882 году. Книга оказала огромное стимулирующее влияние на преподавание и исследовательскую работу в университетах Англии.

## Труды
- Growth of English Industry and Commerce in Modern Times: The Mercantile System (1882); Cambridge U. Press, revised 7th ed. (1907) on line, McMaster
- Politics and Economics: An Essay on the Nature of the Principles of Political Economy, together with a Survey of Recent Legislation, London, Kegan, Paul, Trench & Co. (1885)
- Growth of English Industry and Commerce during the Early and Middle Ages (1890); Cambridge, 5th ed. (1910) on line, McMaster)
  - Рост английской промышленности и торговли. Ранний период и средние века. — М., 1904.
- The Use and Abuse of Money, New York, Scribner’s (1891); Kessinger, (2006) ISBN 1-4254-9423-4
- William Cunningham. Alien Immigrants to England (неопр.). — The Macmillan Co., 1897.; Routledge (1997) ISBN 0-7146-1295-2
- An Essay on Western Civilization in its Economic Aspects (Ancient Times), Cambridge U. Press (1898)
- An Essay on Western Civilization in its Economic Aspects (Mediaeval and Modern Times), Cambridge U. Press (1900)
  - Западная цивилизация с экономической точки зрения: В 2 т. — М., 1902—1903.
- The Rise and Decline of the Free Trade Movement, (1905); Cosimo ISBN 1-60520-115-4
- Christianity and Politics, Boston and New York, Houghton Mifflin (1915)
- The Story of Cambridgeshire (1920). Cambridge University Press (reissued by Cambridge University Press, 2009; ISBN 978-1-108-00341-4)
- От чего зависит вздорожание жизни. Роль продавца и покупателя. / Пер. с англ. М. В. Лучицкой. Под ред. проф. И. В. Лучицкого. — Киев и [др.]: П. И. Бонадурер, влад. Юж.-рус. кн-ва Ф. А. Иогансон, 1916. — 236, XII c.